# 分段生死
分段生死(梵語：pariccheda-cyuti)，佛教術語，指尚未實證解脫道極果阿羅漢果、辟支佛果的一切有情眾生，包括凡夫及已證解脫初果乃至三果的佛法解脫道修行者，以及七地滿心以前的各階位修行佛菩提道之菩薩；因為仍有三界有愛無明的煩惱纏縛，不能於捨報後入無餘涅槃，仍存有受後世三界有的種子故，所以無法自主出離於三界六道生死輪迴，而不斷一世又一世的依業果報而出生於三界當中，每一世壽盡而捨報後又再度於三界六道世間出生，一次又一次的連續又輾轉的現象，顯示是分段而受生死的，所以稱作分段生死。

## 眾生與分段生死
- 從凡夫到證阿羅漢果以前，一切有情眾生皆有分段生死煩惱。
- 阿羅漢、辟支佛已能解脫分段生死煩惱。
- 八地、九地、十地菩薩，乃至等覺菩薩、妙覺菩薩、佛地皆已同證大乘阿羅漢果，雖利樂眾生永無窮盡而不入無餘涅槃，但已無分段生死煩惱。
- 初地以上至七地的菩薩，皆有能力斷分段生死煩惱，能入無餘涅槃而不入。[2]

## 已斷分段生死的功德
- 捨報後可入無餘涅槃。
- 可以不受後有：不會因業力驅使再去三界投胎。
- 已斷一念無明。
- 入了無餘涅槃，已不在三界現身意，故無煩惱習氣現行的問題。